# Rosalie Loveling

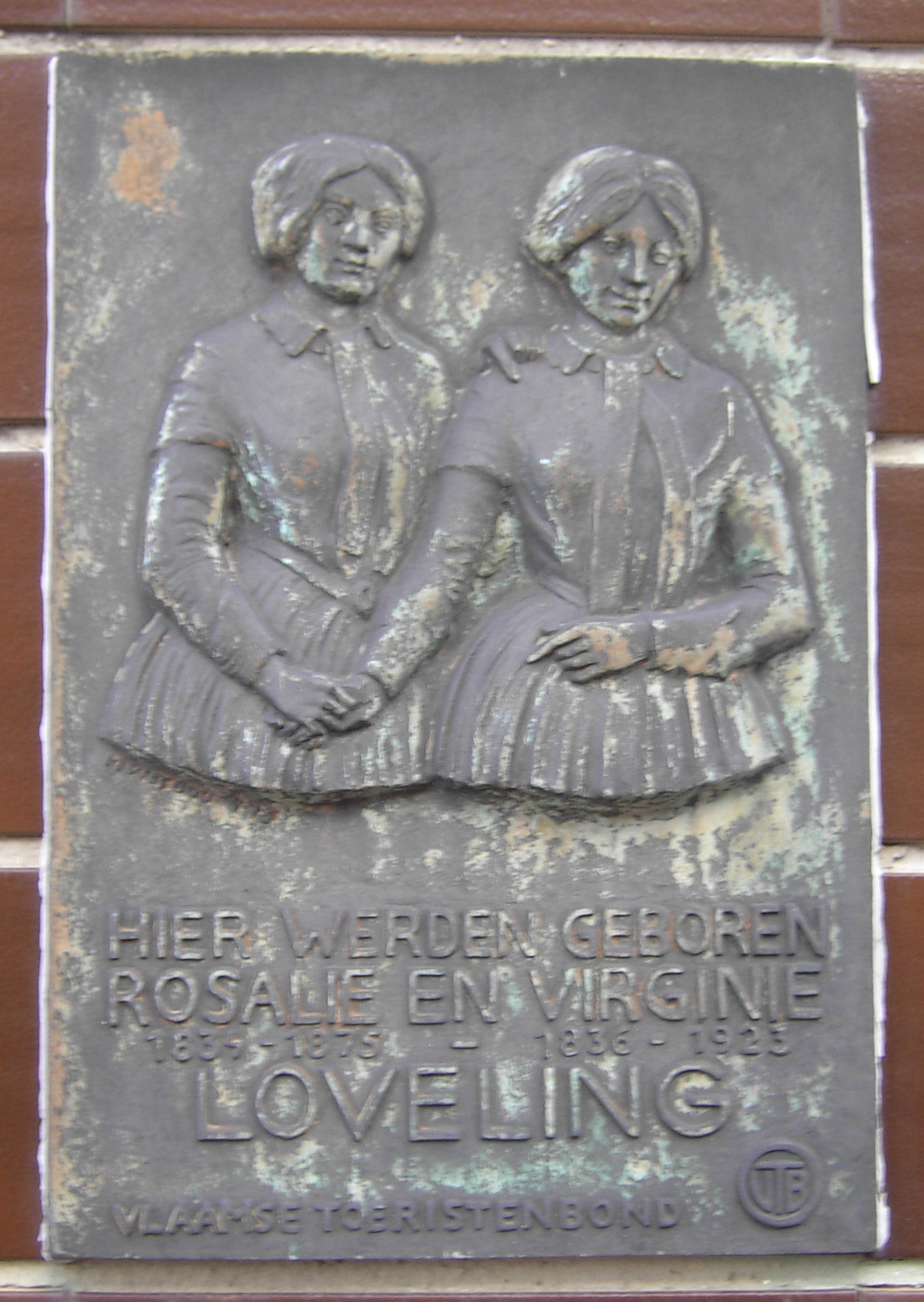
Plakett på systrarna Lovelings födelsehus i Nevele.

Rosalie Loveling, född den 20 mars 1834 i Nevele, död där den 4 maj 1875, var en flamländsk författare. Hon var moster till Cyriel Buysse.
Rosalie Loveling skrev i förening med systern Virginie Gedichten (1870) och ett par novellsamlingar samt ensam berättelserna Polydoor en Theodoor (1882) och Nouellen (1886).